# Consistórios de Nicolau V
O Papa Nicolau V (1447-1455) criou 8 novos cardeais em três consistórios , incluindo o antigo Antipapa Felix V (1439-1449). Ele também confirmou as três promoções feitas por este antipapa , e restaurou dois cardeais que foram criados pelos papas legítimos, mas depois deposto por ter apoiado o cisma do Concílio de Basileia e do Antipapa Felix V.

## 16 de fevereiro de 1448
1. Antonio Cerdá i Lloscos , OSST, arcebispo de Messina - cardeal-sacerdote de S. Crisogono, † 12 de setembro de 1459

## 20 de dezembro de 1448
Todos os novos cardeais receberam suas igrejas titulares em 3 de janeiro de 1449.
1. Astorgio Agnesi , arcebispo de Benevento - cardeal-sacerdote de S. Eusébio, † 10 de outubro de 1451
2. Latino Orsini , arcebispo de Trani - cardeal-sacerdote das SS. Giovanni e Paolo, então cardeal-bispo de Albano (7 de junho de 1465), cardeal-bispo de Tusculum (14 de outubro de 1468), † 11 de agosto de 1477
3. Alain de Coëtivy , bispo de Avignon - cardeal-sacerdote de S. Prassede, então cardeal-bispo de Palestrina (7 de junho de 1465), cardeal-bispo de Sabina (11 de dezembro de 1472), † 3 de maio de 1474
4. Jean Rolin , bispo de Autun - cardeal-sacerdote de S. Stefano em Montecelio, † 22 de junho de 1483
5. Filippo Calandrini , bispo de Bolonha - cardeal-sacerdote de S. Susanna, então cardeal-sacerdote de S. Lorenzo in Lucina (24 de novembro de 1451), cardeal-bispo de Albano (14 de outubro de 1468), cardeal-bispo de Porto e Santa Rufina (30 de agosto de 1471), † 18 de julho de 1476
6. Nicolau de Cusa - cardeal-sacerdote de S. Pietro in Vincoli, † 12 de agosto de 1464

## 23 de abril de 1449
1. Amadeu VIII, Duque de Saboia , ex-antipapa Felix V (1439-1449) - cardeal-bispo de Sabina, † 7 de janeiro de 1451

## Reabilitações dos antigos apoiantes do Felix V

### 6 de setembro de 1447
1. Zbigniew z Oleśnicy (primeiro criado em 18 de dezembro de 1439 por Papa Eugênio IV), bispo de Cracóvia, na obediência de Basileia ele foi cardeal-sacerdote de S. Anastasia - restaurado como cardeal-sacerdote de S. Prisca († 1 de abril de 1455)

### 19 de dezembro de 1449
1. Louis Aleman , CRSJ (criado em 24 de maio de 1426 por Martin V), cardeal-sacerdote de S. Cecilia e arcebispo de Arles († 16 de outubro de 1450)
2. Jean d'Arces , arcebispo de Tarentaise, criado por Antipapa Felix V como cardeal-sacerdote de S. Stefano em Monte Celio (1444-1449) - cardeal-sacerdote de SS. Nereo ed Achilleo (recebeu o título em 12 de janeiro de 1450), † 12 de dezembro de 1454
3. Louis de La Palud , OSB, bispo de Saint-Jean-de-Maurienne, criado por Antipapa Felix V como cardeal-sacerdote de S. Susanna (1440-1449) - cardeal-sacerdote de S. Anastasia (recebeu o título em 12 de 1450 de janeiro), † 21 de setembro de 1451
4. Guillaume-Hugues d'Estaing , arquidiácono de Metz, criado por Antipapa Felix V como cardeal-sacerdote de S. Marcello (1444-1449) - cardeal-sacerdote de S. Sabina (recebeu o título em 12 de janeiro de 1450), † 28 de outubro 1455